# موعودگرایی

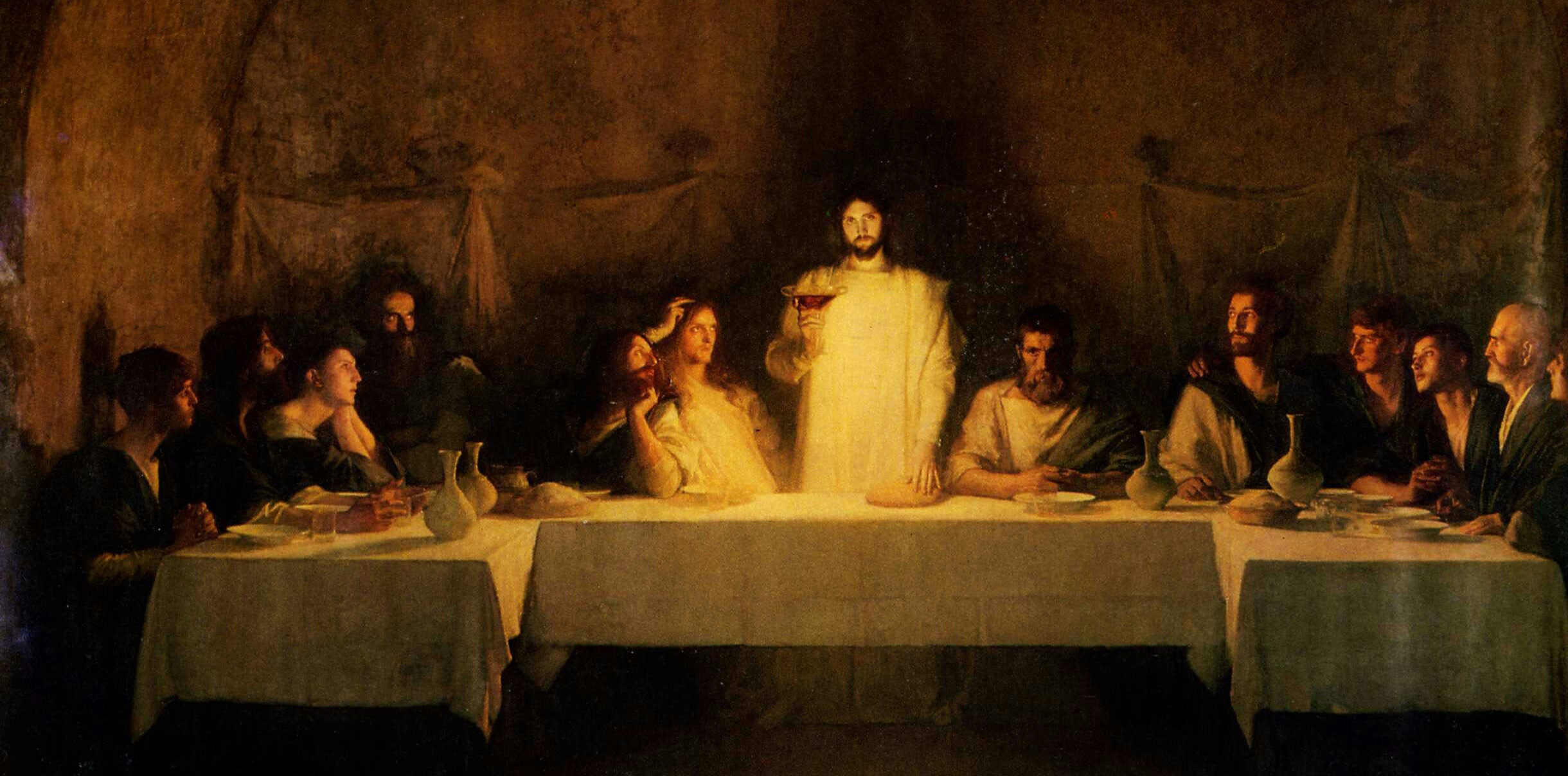
نقاشی اشاره کننده به موعود گرایی در یکی از ادیان

موعودگرایی اعتقاد به ظهور نجات دهنده ای است که به عنوان ناجی یا آزادی‌دهنده گروهی از مردم عمل می‌کند. شماری از ادیان برآنند که سرانجام مردی ظهور می‌کند که با رسالتی الهی انسان‌ها را از تاریکی و ظلم و گمراهی و گناهکاری می‌رهاند و برای زمین و زمینیان خوشبختی و خیر می‌آورد.
ادیان ابراهیمی و آیین‌های زرتشتی و هندو و بودایی از وجود منجی با صراحت یا کنایه یاد کرده‌اند که در بین آن‌ها، به خصوص ادیان ابراهیمی اشتراکات زیاد و تفاوت‌هایی وجود دارد.
وجود او در معارف و تعالیم ادیان نویدی است از اینکه سرانجام جهان روی به خوشبختی و آسایش می‌دهد، که این منجی در آیین اسلام به مهدی موعود معروف و در آیین مزدیسنا به سوشیانس و در مسیحیت به عنوان پسر انسان(عیسی مسیح) و در یهودیت به ماشیح از او یاد شده‌است.

## در ادیان مختلف
- در دین یهود، ماشیح را موعود می‌دانند. کوروش بزرگ نخستین شخصی بود که لقب ماشیح را گرفت.
- در دین مسیحیت، عیسی مسیح (پسر انسان) و بعضاً فارقلیط را موعود می‌دانند.
- در دین مزدیسنا (زرتشتیت)، سوشیانس را موعود می‌دانند.
- در دین بودایی، میتریا را موعود می‌دانند.[۳][۴]
- در دین هندو، کالکا را موعود می‌دانند.[۵]

در اکثر ادیان و مذاهب، هویت منجی به‌طور دقیق تعیین نشده و تنها از نام‌هایی به عنوان القاب منجی یاد شده‌است.

### موعود مسلمانان
در اسلام (شیعه و سنی) مهدی را موعود می‌دانند اما در اینکه مهدی کیست اختلاف وجود دارد، شیعیان دوازده امامی معتقدند مهدی، پسر حسن عسکری، امام دوازدهم و امام زمان آنها است که از قبل به دنیا آمده و اکنون بیش از هزار سال است که در غیبت به سر می‌برد و در زمان مقرر ظهور می‌کند.
اما از نظر بعضی از اهل سنت مهدی کسی است از نسل پیامبر (احتمالً سلسلهٔ سادات) که هنوز به دنیا نیامده. او در آینده متولد می‌شود و منجی بشریت می‌شود. همچنین اکثر اهل سنت مهدی را یک انسان معمولی و بسیار پاک می‌دانند که این دیدگاه در تناقض با سایر پیشگویی‌های ادیان ابراهیمی است. اکثر مذاهب ادیان ابراهیمی بر این موضوع تأکید کرده‌اند که منجی آخرالزمان یک فرستاده الهی برای بشریت است. نزد شیعیان مهدی یک برگزیده الهی، حجت خدا و معصوم است. همچنین آنان علامت‌های زیادی را دربارهٔ ظهور مهدی ذکر کرده‌اند. شیعیان مهدی را یک امام می‌دانند و برخلاف اهل سنت، آن‌ها بر طبق ادعای خود با تکیه بر احادیث و روایات و آیات قران، به ویژه ابتلای ابراهیم در سوره بقره، امامت را یک مقام الهی دانسته و آن را بالاترین مقام در نظام خلقت قبل از مقام محمد به عنوان اشرف مخلوقات می‌دانند. شیعیان بر ولایت تکوینی امامان تأکید می‌کنند و آنان را جلوه خدا می‌دانند و بارها در آثار خود به قدرت‌های فوق بشری که از طرف خدا به امامان داده شده‌است اشاره کرده‌اند. شیعیان درواقع نخستین کسانی نیستند که منجی آخرالزمان را به عنوان جلوه خدا مطرح کرده‌اند. در آیین هندو نیز به منجی آخرالزمان آواتار گفته می‌شود که به معنای تجلی است، آواتار از واژه آواتارای می‌آید که به معنای جلوه یک قدرت برتر است. گروه‌هایی از مسلمانان به ویژه وهابی‌ها این ادعای شیعیان را کاملاً شرک دانسته و خرافه می‌دانند. در تورات، سفر پیدایش از ۱۲ پادشاه از نسل اسماعیل سخن به میان آمده که شیعیان این ۱۲ پادشاه را همان ۱۲ امام خود می‌دانند. در کتب حدیثی اهل سنت نیز از ۱۲ خلیفه بعد از پیامبر اسلام یاد شده که آخرین آن‌ها همان مهدی موعود است اما هویت هیچ‌کدام مشخص نیست. تمام مسلمانان بر بازگشت عیسی مسیح اتفاق نظر دارند و بعضی از اهل سنت و تمام شیعیان دوازده امامی به بازگشت مسیح در زمان ظهور مهدی باور داشته و او را یکی از یاوران خاص مهدی موعود می‌دانند.
لقب موعود از آیات قرآن هم استنباط شده و همچنان درباره‌اش آمده که:
- «وَالْیَوْمِ الْمَوْعُودِ». «وَشَاهِدٍ وَمَشْهُودٍ». (بروج/ ۲ و ۳)

#### دولت کریمه
به باور شیعیان دولتی که امام دوازدهم شیعیان پس از ظهور تشکیل خواهد داد کریمه خواهد بود. وعدهٔ ظهور فرد منجی و تشکیل چنین حکومتی در سایر ادیان مخصوصاً ادیان ابراهیمی آمده‌است.
دولت کریمه در اصطلاح کلی ایده‌آل‌ترین و بهترین دولت قابل تشکیل روی زمین است و دلیل آن کامل بودن مسئولان و مردم در همه ابعاد است.

## مزدیسنا
سوشینت یا سوشیانت رهایی‌بخشی است که در دین زرتشت یا مزدیسنا، منجی نهایی زمین به‌شمار می‌رود. در گاهان این صفت چند بار برای زرتشت آمده؛ اما در دیگر بخش‌های اوستا صفت یا عنوان هر یک از سه موعود زرتشتیان (اخوشیت ارت، اخوشیت نم، اَستَوت اِرِتَ) و به ویژه سومین آنهاست که نام او «استوت ارت» (Astavt Eretah) است.

## تقابل منجی و شیطان
بر طبق ادعای بعضی از ادیان شیطانی قبل یا بعد از ظهور منجی به قصد کشتن او و گمراهی بشر خروج می‌کند. از شیطان آخرالزمان اغلب اوقات به عنوان دجال یا ضد مسیح یاد شده‌است که هویت او کاملاً مبهم است به طوری که بعضی‌ها دجال را یک شخص معین و گروهی دیگر یک اسم عام برای هر شخصی که در برابر منجی ایستادگی کند می‌دانند. تمام آیین‌هایی که از شیطان آخرالزمان یاد کرده‌اند در نابودی او توسط منجی الهی اتفاق نظر دارند. نظریه پردازان توطئه فرقه‌های زیرزمینی همچون ایلومیناتی‌ها را همان دجال می‌دانند.